# مايكل مولر (كرة يد)
مايكل مولر (بالألمانية: Michael Müller) مواليد 19 سبتمبر 1984 في فورتسبورغ، ألمانيا، هو لاعب كرة يد ألماني يلعب كظهير أيمن. يلعب حاليا مع نادي ملزونغن لكرة اليد ويحمل الرقم 25. مثل منتخب ألمانيا لكرة اليد.

## سجل المنافسة
شارك في البطولات التالية:
- بطولة العالم لكرة اليد للرجال 2015

## روابط خارجية
- مايكل مولر على موقع الاتحاد الأوروبي لكرة اليد (الإنجليزية)
- مايكل مولر على موقع الدوري الألماني لكرة اليد (الألمانية)